# جعفر خاندان
جعفر خاندان (الإسم الكامل - جعفر خاندان زينال أوغلو حاجييف) (بالأذرية: Cəfər Xəndan) – شاعر أذربيجاني سوفيتي، ناقد أدبي.

## سيرته ذاتية
ولد جعفر خندان في 8 مايو 1911 في مدينة يريفان. تخرج من جامعة أذربيجان الحكومية في عام 1932. وشارك في الحرب العالمية الثانية.
في الفترة من عام 1950 إلى عام 1954 شغل جعفر خاندان منصب رئيس الجامعة، ومن عام 1952 إلى عام 1961 كان رئيس قسم تاريخ الأدب الأذربيجاني في جامعة ولاية أريزونا.
الأعمال الرئيسية لخاندان مكرسة للأدب الأذربيجاني في القرن العشرين.
وألف جعفر خاندان الكتاب المدرسي للجامعات "تاريخ الأدب الأذربيجاني في القرن العشرين”.